# Traheje
Traheje, u botanici, najspecijaliziranija i najučinkovitija provodna struktura ksilema (tkiva koja provode tekućinu). Karakteristične za većinu cvjetnica i odsutne kod većine golosjemenjača i paprati, smatra se da su se razvile iz traheida (primitivnog oblika stanica koje provode vodu) gubitkom krajnjih stijenki.
Traheja se sastoji od okomitog niza koji variraju od izduženih do zdepastih stanica u obliku bubnja čije su stijenke sekundarno zadebljane prstenovima, spiralama ili mrežama celuloze, koje kasnije postaju drvene. Duljina varira od dvije ćelije do nizova dugih nekoliko metara. Tijekom razvoja, krajnje stijenke, već izdubljene, probijaju se i na kraju nestaju. Živi protoplast stanice također se raspada i nestaje.